# Massacre de Houla
Le massacre de Houla est une tuerie de masse perpétrée le vendredi 25 mai 2012 pendant la guerre civile syrienne à Houla, une localité située à quelques kilomètres au nord de Homs, en Syrie, et tenue par l'opposition syrienne. Il a été constaté le lendemain par des observateurs de l'ONU, qui ont dénombré 108 morts dont 34 femmes et 49 enfants. Les enquêteurs de l'ONU ont interrogé près de 700 personnes et rapportent que le massacre a été effectué par des troupes et des milices du gouvernement syrien ; la plupart des victimes ont été exécutées sommairement,. Plusieurs réactions nationales et internationales condamnent fermement ce massacre,.

## Événements

### Déroulé
D'après l'Observatoire syrien des droits de l'homme (OSDH), le massacre a été perpétré par l'armée syrienne à cause de diverses protestations antigouvernementales. Des rescapés et activistes rapportent que l'armée syrienne a fait usage d'armes lourdes : la ville est bombardée avant l'arrivée des chabihas,. 
D'après le Conseil national syrien, environ 110 civils ont été tués par l'armée, dont la moitié étaient des enfants. Certaines des victimes ont été tuées par les armes et des familles entières ont été  massacrées. Des viols sont commis par les membres des chabiha. Les observateurs de l'Organisation des Nations unies (ONU), arrivés sur place le lendemain, recensent 92 morts dont 32 enfants. Le jour suivant, ils dressent un nouveau bilan : 108 morts, dont 49 enfants, et près de 300 blessés. Les observateurs indiquent que quelques habitants ont été tués par des obus, et que la majorité a été exécutée ou torturée.
Lors d'un discours adressé en septembre 2012, le haut-commissaire aux droits de l'homme de l'ONU, Navi Pillay, affirme que les forces du gouvernement syrien sont impliquées dans le massacre.

### Témoignages
Jihad Raslan, officier supérieur de l’armée de l’air syrienne, en permission pour le week-end, se trouve sur place et assiste au massacre, qui commence dans son quartier. Il reconnaît les miliciens du régime syrien, entre autres à leur mot d'ordre « Chabbiha toujours à tes ordres, el-Assad ». Étant officier, il affirme qu'il savait que le régime mentait, mais n'imaginait pas à quel point, et décide de faire défection de l'armée et de témoigner de ce qu'il a vu. Selon lui, les gens qui ont été massacrés l'ont été car ils soutenaient la révolution. Jihad Raslan affirme que les défections se sont multipliées après le massacre et que cinq militaires qu'ils connaissaient sont tués le lendemain alors qu'ils essaient de fuir,.
Trois habitants ayant survécu au massacre affirment à l'ONG Human Rights Watch que les tueurs appartenaient aux forces progouvernementales, probablement des membres d'une milice pro-régime. 
Fouzia Khalaf, rescapée, témoigne de crimes commis par des membres des chabiha chez elle : meurtre de son mari, viols subis par ses filles et elle-même, enfants et membres de la famille égorgés. Sa fille, Racha a filmé les corps de la famille dans les linceuls.
Cinq mois après les faits, le général Ziyad Madani, directeur de la police du district de Houla au moment du drame et qui a fait défection mi-septembre 2012, témoigne dans une interview sur le massacre. Il affirme que les 57 enfants ont été tués à l'arme blanche par les chabiha (les milices pro-régime) et que l’appartenance des victimes à la communauté chiite a été inventée de toutes pièces, en sa présence, par le chef d'un service local de renseignement. Il n'a cependant pas été autorisé à accéder lui-même aux lieux pour contribuer à l'enquête.

### Publication de vidéos
Le 25 mai, une vidéo est diffusée, filmée par des activistes, montrant des corps inanimés et ensanglantés d'enfants gisant sur le sol. Les os de certains enfants apparaissaient même hors des corps. D'autres ont été tués par balle ou ont eu leur gorge tranchée,. Les habitants de Houla auraient appelé à l'aide les observateurs internationaux de l’ONU qui étaient alors regroupés en partie à Homs.
L'administration américaine publie des vidéos montrant l'avancée d'unités des forces armées du régime vers les villages aux mains de l'opposition.

### Contre-récit du régime syrien dans les médias
Les médias officiels syriens ont, quant à eux, relevé 17 morts, imputés par eux à Al-Qaïda.[réf. souhaitée]
Le colonel Mohammed Tayyib Baqur, interviewé par le Spiegel, affirme avoir été appelé le 28 mai par Jamil Hassan, chef du renseignement des forces aériennes syriennes pour trouver quelques personnes pauvres de Houla ou des environs, qui seraient payées pour soutenir la version du régime : « Il m'a dit de venir le 2 juin. Il a souligné que j'étais originaire de Houla, et qu'un complot international contre la Syrie était en cours. Pour cette raison, il voulait que je trouve quelques personnes, aussi pauvres que possible, de Houla ou des environs. Je devais les amener à Damas afin qu'elles puissent faire circuler la version du régime du massacre. Il a dit que les gens de Houla seraient payés, et moi aussi ».
Cette version est reprise par le correspondant à Damas du Frankfurter Allgemeine Zeitung, un grand quotidien allemand, qui écrit que ce serait l'Armée syrienne libre qui serait responsable du massacre,. Cette version est contestée par la plupart des médias, de nombreux survivants, d'anciens militaires et le rapport de l'ONU du 15 août 2012, basé sur des preuves matérielles et l'interview de près de 700 personnes,. Le rapport d'enquête des Nations unies pointe le fait que l'article du Frankfurter Allgemeine Zeitung comprend l'interview de deux témoins cités dans le rapport du régime syrien,, engageant la neutralité de leur témoignage.
Thomas Pierret, chercheur spécialiste de la Syrie, pense que la version du régime, accusant des groupuscules, est totalement invraisemblable.
L'Express reprend les invraisemblances soulevées par Wladimir Glasman : pourquoi les soldats postés à proximité du village de Houla, qui ont vu entrer « entre 600 et 800 hommes », ne sont pas intervenus, n'ont pas « prévenu leur hiérarchie de ce qui se déroulait sous leurs yeux », ou « s'ils l'ont fait, (...) pourquoi leurs chefs n'ont pas aussitôt acheminé des renforts par voie terrestre ou aérienne. Ils auraient eu tout le temps de le faire, puisque l'opération a duré, de l'aveu du porte-parole, près de 10 heures ». 
Frédéric Pichon, chercheur indépendant en géopolitique, avance que le massacre, contrairement aux témoignages des victimes et d'officiels syriens, serait une « opération meurtrière de vendetta » dans un contexte de « guerre civile généralisée entre communautés ».

## Réactions internationales
Le massacre a été condamné par la Ligue arabe, plusieurs pays occidentaux et l'opposition syrienne, qui accusent tous l'armée arabe syrienne d'en être responsable. Le gouvernement syrien quant à lui condamne la tuerie en l'attribuant à l'Armée syrienne libre. L'ASL annonce par la suite qu'elle ne pourrait plus respecter le cessez-le-feu du 12 avril si l'ONU ne prenait pas des actions rapides. 
Le secrétaire général de l'ONU Ban Ki-moon et l'émissaire Kofi Annan ont condamné « dans les termes les plus forts la mort, confirmée par les observateurs de l'ONU, de dizaines d'hommes, de femmes et d'enfants » à Houla, dans le centre de la Syrie, a indiqué Martin Nesirky, porte-parole de M. Ban. La secrétaire d'État américaine Hillary Clinton condamne quelques jours plus tard « l'atrocité » du massacre et déclare que Washington travaillerait avec ses alliés pour accroître la pression sur le président Bachar el-Assad et ses « affidés », affirmant que leur « gouvernement par le meurtre et la peur devait se terminer ».
Samedi 26 mai, selon une communication de Laurent Fabius, la France a condamné les « massacres » perpétrés à Houla dans le centre de la Syrie. Le ministre des Affaires étrangères a appelé la communauté internationale à se mobiliser davantage. Le dimanche 27 mai, pour la première fois depuis le début de la révolte syrienne, le conseil de sécurité condamne, lors d'une réunion d'urgence tenue à New York (États-Unis), à l'unanimité le gouvernement syrien pour les violences. Le Royaume-Uni et la France ont déposé une mention condamnant le massacre de Houla. La Russie bloque l'adoption de ce texte en attendant que le chef des observateurs de l'ONU en Syrie, le général Robert Mood « s'exprime sur ce sujet » devant le Conseil. Des membres de l'opposition syrienne ont dénoncé « la passivité des OBRS de l'ONU » qu'il considèrent être « l'une des causes de ce massacre » accusant la délégation d'observateurs d’être « demeurée impuissante » et de « ne pas avoir pris d'initiative pour intervenir, sauf pour compter les victimes le lendemain du massacre, comme l'ONU l'a fait à Sarajevo et Srebrenica, en Bosnie ».
Le 4 juin, Jay Carney, porte-parole de la Maison-Blanche fait part de son « indignation » du fait que « le régime de Damas nie les massacres auxquels il a participé » affirmant que Bachar el-Assad « a menti au sujet de l'implication de son régime dans le massacre de Houla ». Le Département d'État des États-Unis a dénoncé une « falsification des faits ».